# Hololepta nuda
Hololepta nuda är en skalbaggsart som först beskrevs av Lewis 1885.  Hololepta nuda ingår i släktet Hololepta och familjen stumpbaggar. Inga underarter finns listade i Catalogue of Life.